# Ricard Pinet i Saldaña
Ricard Pinet i Saldaña   (Vila de Gràcia, 31 de desembre de 1930 - 30 d'agost de 2010) fou un conegut comerciant gracienc i un membre actiu de diverses plataformes cíviques i esportives. És molt recordat per la seva implicació amb l'organització d'importants esdeveniments motociclistes durant prop de 50 anys, havent esdevingut tota una institució en la disciplina del trial a Catalunya.
Dins el món associatiu ha deixat també una forta empremta en entitats com ara la Federació de Colles de Sant Medir (que presidí durant 21 anys), la Colla La Gardènia (que presidí durant més de 50 anys, fins al dia de la seva mort) o l'associació l'Arca de Noè, en què hi representava la garsa.

## Biografia
Nascut al carrer Milà i Fontanals de la Vila de Gràcia, Pinet residí sempre en aquest popular barri barceloní, on regentà durant cinquanta anys una joieria al carrer Gran (cantonada amb Carolines). De ben jove s'implicà en el teixit veïnal: "Fa 69 anys que participo a Sant Medir dalt d'un cavall. He fet tota una vida a Gràcia", declarava en una entrevista de 2009.
Aviat començà a interessar-se pel motociclisme, competint amb les seves Vespa o Sanglas en les clàssiques pujades de muntanya catalanes. El 1959 participà amb una Sanglas a les 24 hores de Montjuïc i el 1960 ho feu amb una Mòndial. Al llarg dels anys prengué part en curses de tota mena: motocròs, enduro, trial, velocitat, etc. Un dels seus records d'aquella època són les sis edicions del Rally de Gràcia, de cotxes i motos. "La primera edició es va fer l'any 1974 i l'última cap a 1995. Els participants sortien de l'antiga plaça Rius i Taulet i tenien un itinerari sorpresa que se'ls donava al moment. No es tallava el trànsit i la cursa acabava a diferents punts del Vallès".
Amb els anys, Pinet es decantà pel vessant organitzatiu, esdevenint director de cursa federat i cronometrador internacional. Des d'aquesta faceta es mostrà sempre disposat a ajudar en l'organització de curses de tota mena arribant, durant decennis d'implicació, a representar-hi tots els papers de l'auca: director, conseller, membre de l'organització, cronometrador, locutor, mestre de cerimònies o el que calgués. Ricard Pinet apareix sovint en tota mena de reportatges de l'època daurada del motociclisme de muntanya a Catalunya, les dècades del 1970 i 1980, amb la bandera de quadres o ajudant els participants en tota mena de quefers. En aquella època, Pinet fou un dels principals col·laboradors de Josep Isern i, juntament amb ell, dirigia moltes de les curses i cursets de motociclisme infantil que organitzava el molletà. Expert en la disciplina del trial, Pinet també n'organitzà i en promogué molts. Al mateix temps, col·laborà com a opinador en revistes especialitzades (a Motociclismo durant els anys 80 i més tard a Trial Magazine).

### Càrrecs
Al llarg de la seva vida, Ricard Pinet ocupà càrrecs diversos en tota mena d'entitats, tant cíviques com esportives. Aquesta n'és una mostra representativa:

#### Cívics
- President de la Colla La Gardènia durant més de 50 anys
- President de la Federació de Colles de Sant Medir durant 21 anys
- President de festes de Sant Medir durant 19 anys (de 1981 a 2000)[9]
- President de l'entitat l'Arca de Noè (i un dels seus màxims animadors els darrers anys)[10]

#### Esportius

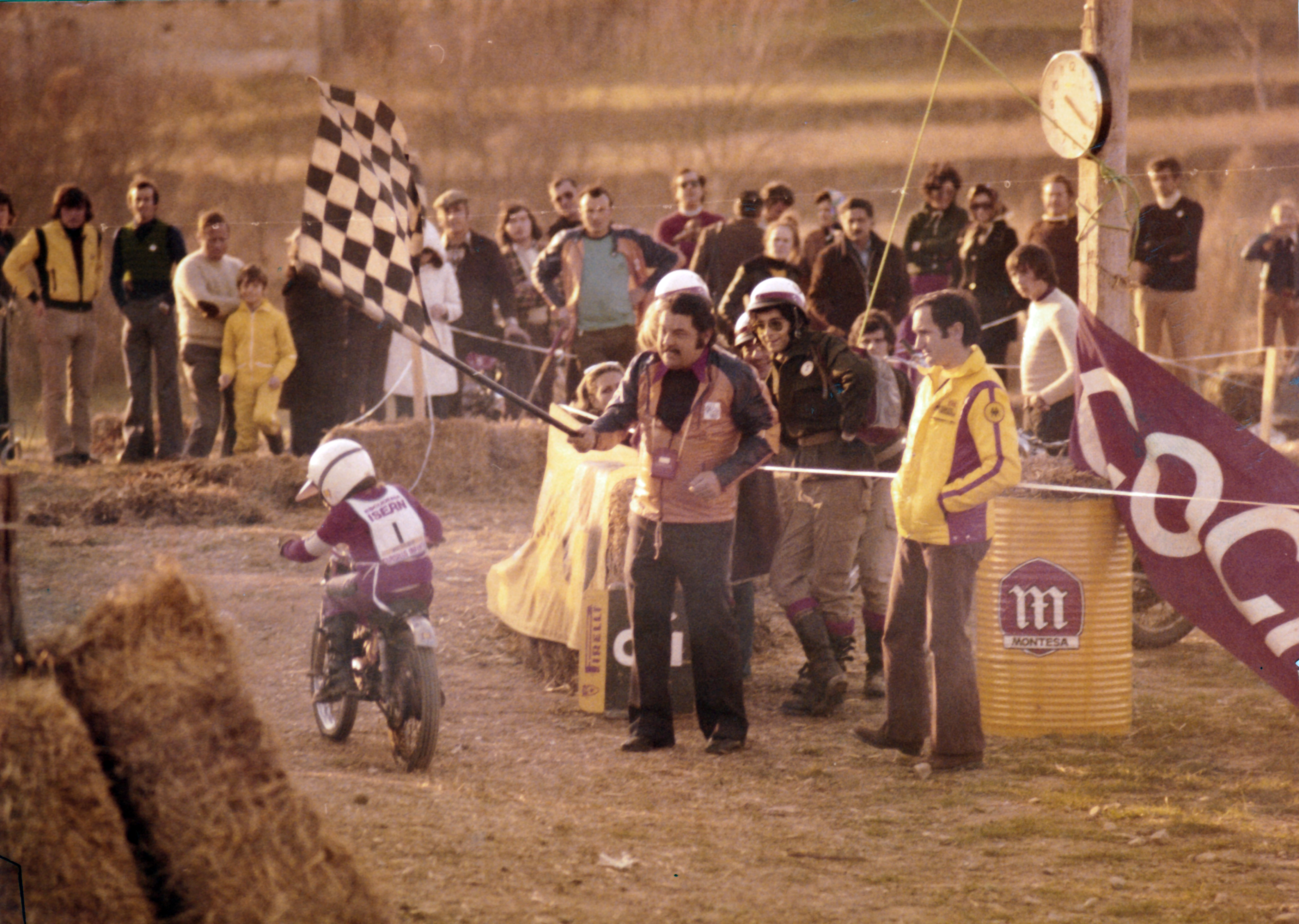
Pinet assenyalant l'arribada d'un corredor en un curset infantil al circuit de Gallecs el 1974

Pinet ostenta el primer lloc en el rànquing de persones que han tingut responsabilitats en esdeveniments motociclistes. Entre moltes altres, ha desenvolupat aquestes funcions:
- Director de cursa dels Tres Dies de Trial de Santigosa durant les primeres 39 edicions (1972 - 2010)[11]
- Director de cursa dels Dos Dies de Trial Illa d'Eivissa durant les primeres 17 edicions (1979 - 2009)
- Director de cursa dels Tres Dies dels Cingles de Trial
- Director de cursa dels Dos Dies de Cabrianes
- Director de cursa de les 150 Milles de Mollet
- Director de cursa del Motocròs d'Esplugues
- Director de cursa del Ral·li Costa Brava
- Director de cursa al Circuit de Montmeló (Campionat d'Espanya de velocitat)
- Speaker del I Trial Indoor Solo Moto (1978)

## Reconeixements
- Medalla al suport a l'esport de la Generalitat de Catalunya
- Medalles al mèrit esportiu de les federacions catalana i espanyola de motociclisme
- Medalla d'or de la federació espanyola de motociclisme (hi ha grans esportistes que no l'han aconseguida)
- Medalla d'or de la Colla La Gardènia (2009)
- El 2009 rebé un homenatge dels motoclubs de Catalunya, en un reconeixement que es traduí en una publicació de col·leccionista amb fotos històriques[12][13]